# 79 Dywizja Piechoty (III Rzesza)
79 Dywizja Piechoty (niem. 79. Infanterie-Division) – niemiecka dywizja, uczestniczyła w agresji na Francję w 1940 i ataku na Związek Radziecki w 1941. Zniszczona w Stalingradzie.

## Historia
79 Dywizja Piechoty
Sformowana na mocy rozkazu z 26 sierpnia 1939 w 2. fali mobilizacyjnej przez Infanterie – Kommandeur 34 w Idar – Oberstein w XII Okręgu Wojskowym.
Wzięła ograniczony udział w agresji na Francję w 1940 r. Uczestniczyła w walkach nad Mozą i w Wogezach. Następnie pełniła na terenie Francji obowiązki okupacyjne. Od lipca 1941 uczestniczyła w ataku na Związek Radziecki, szlak bojowy rozpoczynając z rejonu Zamościa.  W 1942 toczyła walki o Charków, Izjum i Woroneż. Ostatecznie została zamknięta w kotle stalingradzkim i zniszczona styczniu 1943. Zdołano ewakuować tylko część dowództwa i 179. pułku piechoty.
79 Dywizję Piechoty odtworzono marcu 1943 r. pod starą nazwą w okolicach Stalino. Walczyła na przyczółku kubańskim, Krymie i dolnym Dnieprem. Jesienią 1944 r. została całkowicie rozbita w Rumunii nad rzeką Berlad.
79 Dywizja Grenadierów Ludowych
Kolejny raz odtworzono została 27 października 1944 jako 79. Dywizję Grenadierów Ludowych (79. Volks-Grenadier-Division) w okolicach Torunia na bazie częściowo zorganizowanej 586 Dywizji Grenadierów Ludowych. Jednostka walczyła od grudnia 1944 na froncie zachodnim, m.in. pod Vianden i Bitburgiem. W trakcie odwrotu przez Mozelę i Ren została wzmocniona niedobitkami 276 Dywizji Grenadierów Ludowych. Szlak bojowy zakończyła w okolicach Heidelbergu i Darmstadt poddając się wojskom amerykańskim.

## Dowódcy dywizji
- gen. por. Karl Strecker 26 VIII 1939 – 12 I 1942;
- gen. por. Richard von Schwerin[1] 12 I 1942 – 31 I 1943;
- gen. mjr Heinrich Kreipe 5 VI 1943 – 25 X 1943;
- gen. por. Friedrich – August Weinknecht 25 X 1943 – 29 VIII 1944;
- płk/gen. mjr Alois Weber 1 XI 1944 – 25 II 1945;
- płk Reinherr II 1945 – III 1945;
- płk Kurt Hummel III 1945 – III 1945;
- ppłk von Hobe III 1945 – III 1945.

## Struktura organizacyjna
Stan w sierpniu 1939:
- 208  pułk piechoty
- 212  pułk piechoty
- 226  pułk piechoty
- 179  pułk artylerii
- 179  batalion pionierów
- 179  oddział rozpoznawczy
- 179  oddział przeciwpancerny
- 179  oddział łączności
- 179  polowy batalion zapasowy

Stan w maju 1944:
- 208  pułk grenadierów
- 212  pułk grenadierów
- 226  pułk grenadierów
- 179  pułk artylerii
- 179  batalion pionierów
- 79  dywizyjny batalion fizylierów
- 179  oddział przeciwpancerny
- 179  oddział łączności
- 179  polowy batalion zapasowy

Stan w grudniu 1944:
- 208  pułk grenadierów
- 212  pułk grenadierów
- 226  pułk grenadierów
- 179  pułk artylerii
- 179  batalion przeciwpancerny
- 179  batalion pionierów
- 179  dywizyjne oddziały zaopatrzeniowe